# Malaïa Loknia
Malaïa Loknia (en russe : Малая Локня) est un village du selsoviet de Malaïa Loknia du raïon de Soudja dans l'oblast de Koursk, en Russie. Sa population s'élevait à 904 habitants au recensement de 2021.

## Géographie
Le village de Malaïa Loknia se situe dans l'oblast de Koursk, un oblast de la partie européenne de la Russie. Le village fait partie du raïon de Soudja, avec Soudja comme centre administratif. Il se trouve dans le selsoviet de Malaïa Loknia, une municipalité dont il est le chef-lieu.

## Histoire
Dans le cadre de l'Invasion de l'Ukraine par la Russie, cette dernière revendique la reprise du village le 9 mars 2025.

## Démographie
Recensements (*) et estimations de la population :
| 2002 * | 2010* | 2021* | - |
| ------ | ----- | ----- | - |
| 1 107  | 799   | 904   | - |